# パチャーノ
パチャーノ（伊: Paciano）は、イタリア共和国ウンブリア州ペルージャ県にある、人口約900人の基礎自治体（コムーネ）。

## 地理

### 位置・広がり

#### 隣接コムーネ
隣接するコムーネは以下の通り。
- カスティリオーネ・デル・ラーゴ
- チッタ・デッラ・ピエーヴェ
- パニカーレ
- ピエガーロ

### 気候分類・地震分類
パチャーノにおけるイタリアの気候分類 (it) および度日は、zona E, 2187 GGである。
また、イタリアの地震リスク階級 (it) では、zona 2 (sismicità media) に分類される。

## 文化・観光
「イタリアの最も美しい村」クラブ加盟コムーネである。